# Maxmilián Valentin z Martinic
Maxmilián Valentin hrabě z Martinic (asi 1620/1621 – 20. prosinec 1677, Praha) byl český šlechtic ze starobylého rodu Martiniců, řadu let zastával vysoké úřady ve správě Českého království, vlastnil rozsáhlé statky v různých částech Čech.

## Původ a kariéra

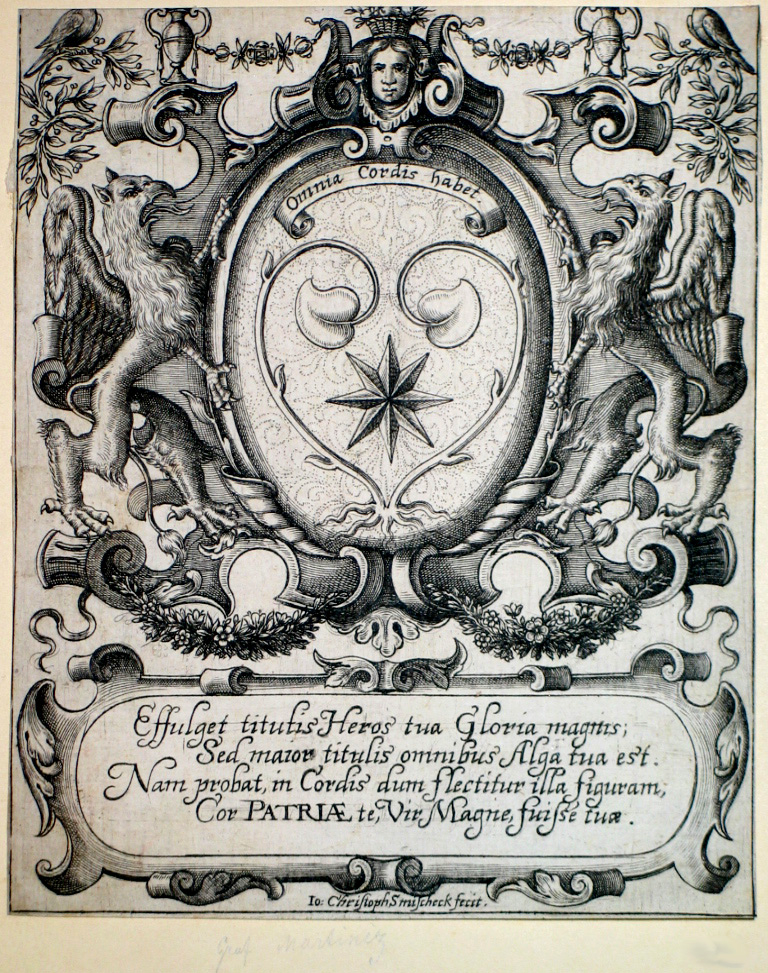
Erb Martiniců

Narodil se pravděpodobně v roce 1620 nebo spíše 1621 (podle nejnovějších výzkumů historika Zdeňka Hojdy, dříve se udávalo chybné datum k roku 1612), byl nejmladším ze sedmi synů z manželství nejvyššího purkrabího Jaroslava Bořity hraběte z Martinic (1582–1649) a jeho první manželky Marie Eusebie ze Šternberka. Díky otci od mládí nacházel uplatnění u dvora, od roku 1641 byl osobním šenkem císaře Ferdinanda III., v letech 1642–1644 vrchním komorníkem nad stříbry a poté císařským komořím, později se stal i tajným radou.
V zemských úřadech se prosadil nejprve na Moravě, odkud pocházela jeho manželka, a v letech 1651–1652 byl nejvyšším sudím Moravského markrabství. Mezitím po otci (1649) a bratrovi (1651) zdědil statky v Čechách, kam vzápětí trvale přesídlil. Následovala úspěšná kariéra v českých zemských úřadech – v Českém království byl postupně nejvyšším sudím (1652–1656), nejvyšším komorníkem (1656–1658) a nakonec nejvyšším hofmistrem (1658–1677).

## Majetkové poměry
V roce 1640 se oženil s Annou Kateřinou Bukůvkovou z Bukůvky (1624–1685), která sice nepocházela z nijak významné rodiny, přesto byla dědičkou poměrně velkého majetku na Moravě. Když v roce 1652 s manželem natrvalo přesídlila do Čech, zděděné moravské statky postupně prodala (Pačlavice 1649, Ivanovice na Hané 1652, Třemešek 1653).
Po otci Jaroslavovi zdědil v roce 1649 Prunéřov, k němuž v roce 1652 získal od bratra Bernarda Ignáce Ahníkov a vytvořil spojené panství Ahníkov-Prunéřov. Po smrti bezdětného bratra Jiřího Adama I. (1651) zdědil v západních Čechách rozsáhlé panství Klenová s dvěma hrady, městečkem Strážovem a 18 vesnicemi. Od manželky Jiřího Adama I. navíc v roce 1651 koupil za 100 000 zlatých panství Bystré ve východních Čechách. V roce 1655 po vymřelém rodu Leskovců zdědil panství Horní Cerekev na Vysočině. Cerekev o pět let později vyměnil s bratrem Ferdinandem za západočeskou Plánici, která byla blíž jeho panství Klenová. Klenovou ovšem v roce 1669 prodal Šternberkům, zatímco Plánice zůstala v majetku Martiniců až do vymření rodu v roce 1789. Dočasně dostal od bratra Bernarda Ignáce do užívání také panství Hořovice. Po prodeji Klenové v roce 1669 zakoupil zadlužené panství Hořepník na Vysočině.
Po několika změnách a převodech se majetek Maxmiliána Valentina stabilizoval do podoby panství Bystré, Ahníkov-Prunéřov, Plánice a Hořepník, která byla od sebe značně vzdálená v různých částech Čech. K poddaným vystupoval velmi příkře, například na panství Bystré zvýšil robotu ze tří na šest dnů v týdnu a bysterským odmítl potvrdit jejich starší privilegia. V Bystrém nechal rozšířit zámek a po nálezu železné rudy založil nedaleko odtud vysokou pec. Další želený hamr fungoval v Lačnově u Poličky. I když produkce železářských výrobků měla jen krátké trvání, ve své době značně přispěla k výnosnému hospodaření bysterského panství. Jméno Maxmiliána Valentina a jeho manželky dodnes připomínají názvy osad Maksičky a Kateřinky v katastru obec Korouhev poblíž lačnovského hamru. Robotní povinnosti zvyšoval také na svých severočeských panstvích (Ahníkov), naopak hned po zakoupení Hořepníku místním měšťanům potvrdil jejich privilegia a právo na pořádání trhů (1670). Spolu s bratrem Bernardem Ignácem patřil k významným mecenášům církve v době rekatolizace pobělohorských Čech, například finančně podpořil františkánský klášter v Hájku u Prahy.
Zemřel v Praze a je pohřben v martinické hrobce v katedrále sv. Víta. Majetek v západních a severních Čechách zdědili synové, vdova Anna Kateřina dostala do doživotního užívání panství Bystré.

## Potomstvo
I když pocházel z početné rodiny, nakonec byl jediným ze svých bratrů, kdo zanechal mužské potomstvo a zajistil tak pokračování rodu Martiniců. Jeho synové patřili k vlivným osobnostem vídeňského dvora.
- Jaroslav Bernard (1642–1685)
- Jiří Adam II. (1645–1714)
- Maxmilián Guidobald (1664–1733)
- Anna Františka, manželka Václava Norberta Kinského
- Zuzana Renata, manželka Tomáše Zachariáše Černína